# Chiesa di Santa Maria Maggiore (Ferentino)
La chiesa di Santa Maria Maggiore è una chiesa abbaziale di Ferentino, della diocesi di Frosinone-Veroli-Ferentino. La sua costruzione risale al 1135, per opera dei Monaci Cistercensi presenti nella zona, in Ferentino, Fossanova e Casamari.

## Storia

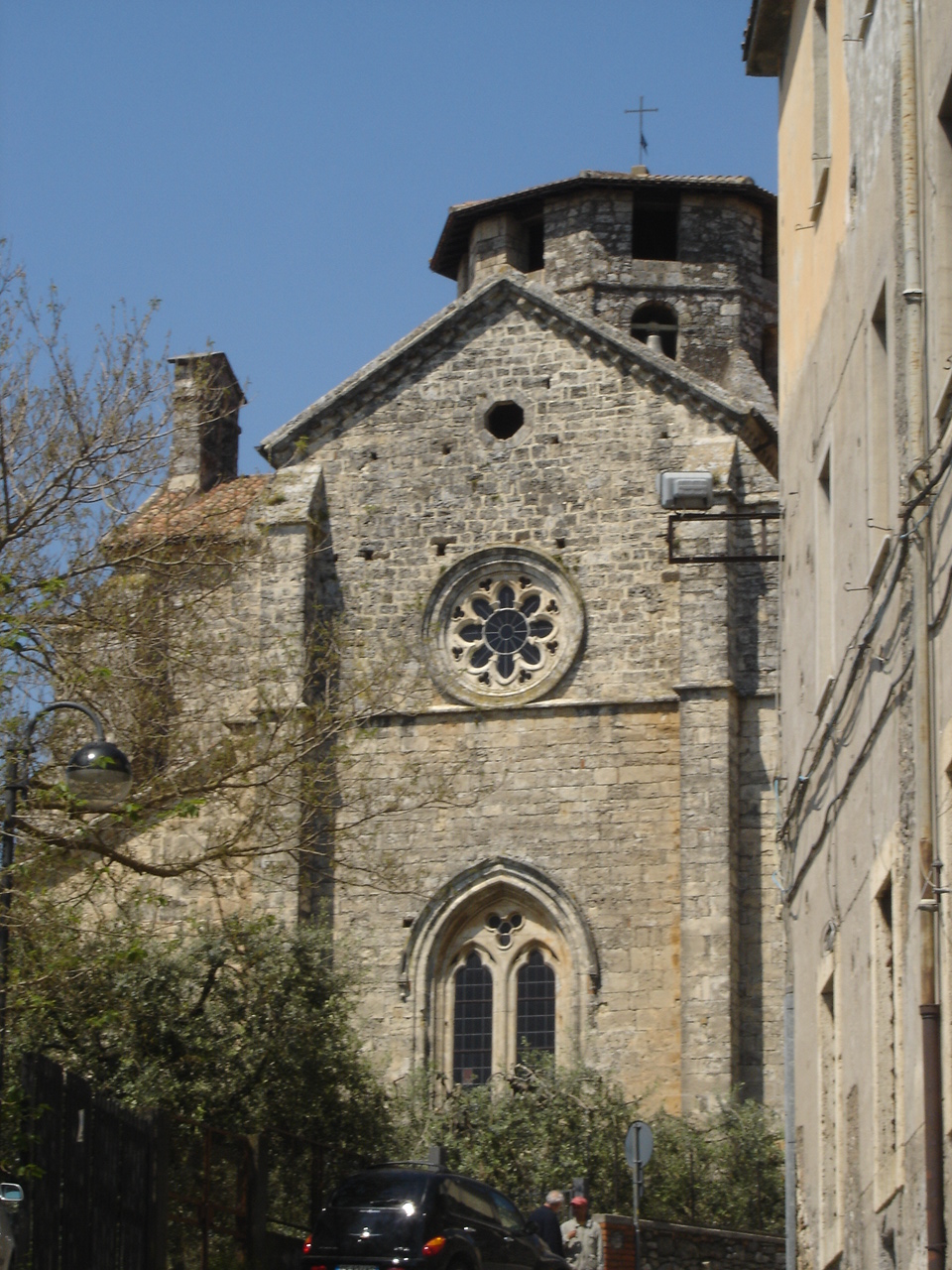
veduta del lato est

Le chiese precedenti, sulle quali è stato eretto l’attuale edificio, sono state cattedrali fino all’anno 1108. Una traccia della chiesa del IX secolo è tuttora conservata: si tratta della dedica fatta da Papa Leone IX (1049-1054), arrecante la scritta “+ DE DONIS DEI BEATAE DEI GENITRICI SEMPERQUE BIRGINI DOMINAE NOSTRAE LEO HUMILIS” (traduzione “+ Per grazia di Dio alla Beata Madre di Dio e sempre Vergine nostra Signora l’umile Leone”).
La chiesa, secondo alcune fonti, è stata costruita prima del 1150: un documento conservato presso l'archivio vescovile di Ferentino testimonia che proprio nel 1150, il pontefice Eugenio III “in questa città, nella chiesa di Santa Maria Maggiore, consacrò molti Vescovi”.
I monaci cistercensi, dal 1135 circa, ne avviarono la costruzione terminandola nello spazio di dieci anni; in quel periodo S. Bernardo di Chiaravalle rinnovò l'ordine benedettino trapiantando alcuni monaci francesi proprio a Ferentino, per promuovere la vita religiosa in quest'area. La costruzione fu avviata sopra i ruderi di un tempio vetusto del IV secolo che è stato cattedrale fino al 1108.
All'edificazione della chiesa contribuirono anche le cospicue offerte del Comune e di Federico II di Svevia; nel XIII secolo, il Comune si fece carico di un "elemosina" di cento soldi, da versare annualmente e traendoli dai proventi comunali.
Tra la fine del 1700 ed i primi del 1800, il monumento ha subito alcune modifiche e trasformazioni nel suo interno: alcuni intonaci hanno nascosto delle linee gotiche, riportate alla luce con un restauro della Sopraintendenza ai Monumenti del Lazio.

## Descrizione

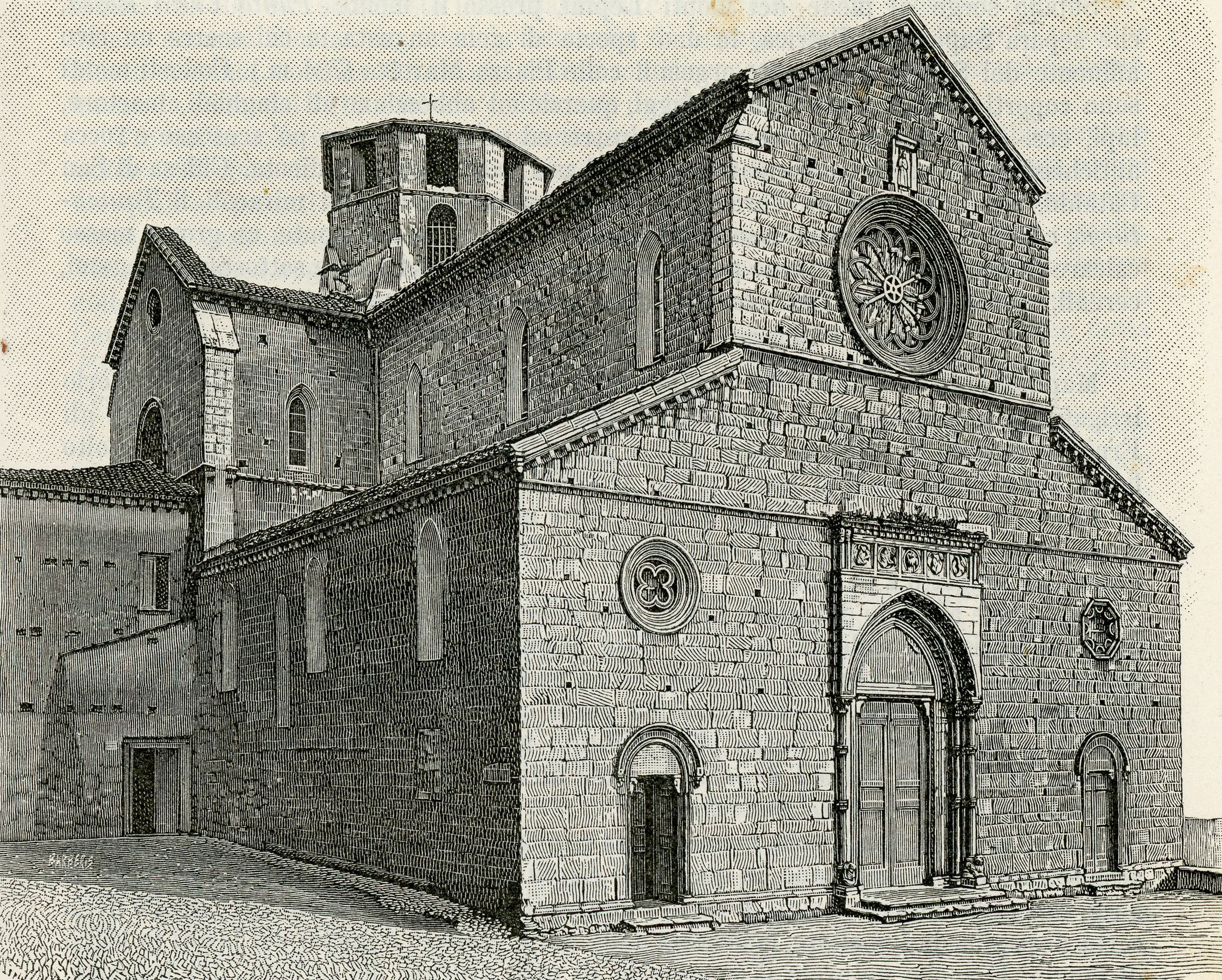
xilografia della facciata principale e del lato nord

### Veduta generale
La chiesa, in stile gotico -cistercense, è interamente costruita in travertino; è edificata su di un contrafforte in opera poligonale. L'edificio ha subito diversi restauri, fin dal 1884 sino agli anni settanta: gli interventi di restauro hanno interessato maggiormente il tetto e la pavimentazione.
Nel 1977, altri interventi di restauro e consolidamento, hanno interessato la facciata e l'apparato decorativo, i pilastri e le fondamenta della navata destra e del muro di terrazzamento poligonale.

### Facciata Principale
La facciata è orientata ad Occidente; rispetto a quella costruita alle origini fu abbellita, in seguito, con le porte laterali, tre rosoni ed il portale di marmo. I tre rosoni, presenti sulla facciata principale, corrispondono alle tre navate: il rosone principale, raffigura una rosa stilizzata ed è sormontato da un bassorilievo in marmo che riproduce Cristo Buon Pastore. Le porte di accesso sono tre: quelle laterali sono sormontate da lunette di marmo; la porta di accesso di sinistra è sormontata da due piccole teste ornamentali che, per tradizione, sono attribuite a Federico II di Svevia e Costanza d'Altavilla.
Sopra il rosone  si può notare la statua in bassorilievo di Cristo Salvatore, con libro nella sinistra e destra nel gesto benedicente. Il portone principale è opera della prima metà del 1200, in sostituzione di quello originale: è sormontato dai bassorilievi degli evangelisti e dall'Agnello Pasquale; il protiro è sorretto da leoni stilofori. Per la costruzione del portone principale fu adoperato del marmo prelevato dal vicino teatro romano (II secolo): si può notare, su una pietra posta nello stipite destro, la scritta "AUGU(STUS)" e altre iscrizioni sul fianco del leone.
Tra il lato della porta principale e la porta di sinistra, si trova la pietra tombale che chiudeva il sepolcro di S. Ambrogio Martire, patrono della città di Ferentino e della diocesi Ferentino-Frosinone-Veroli. L'iscrizione sulla pietra "AMBROSIO Px J.P.E.S." (Ad Ambrogio Cristiano il Santo Vescovo Giovanni pose), testimonia che nella chiesa precedente a quella attuale, allora cattedrale, furono conservate le reliquie del Santo.

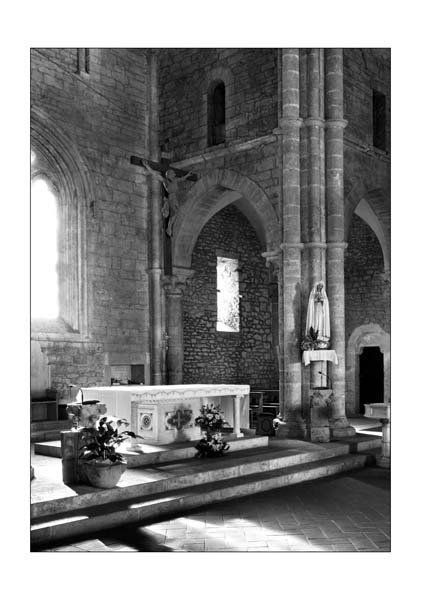
interno della chiesa

### Interno
La chiesa è a pianta rettangolare, divisa in tre navate, coperte a tetto; il transetto e le absidi rettilinee, invece, sono coperte a volte a crociera.
L'acquasantiera risale al XII secolo: raffigura un uomo che regge, con fatica, il vaso che contiene l'acqua santa; lo sforzo che compie l'uomo è indicato dall'iscrizione, in volgare, "u pesa", "come pesa". Inoltre, sulla stessa acquasantiera, è possibile trovare lo stemma di Federico II, a testimonianza del fatto che fu un dono dello stesso Imperatore.
A sinistra della porta principale, o maggiore, è possibile ammirare un affresco, detto "Madonna delle Grazie", dei primi anni del 1200: raffigura la Vergine che sostiene con il braccio destro il Bambino che, a sua volta, regge con la mano sinistra un libro.
Sulla porta centrale è posta una tela che rappresenta l'Assunzione, opera del pittore Ferentinate Desiderio De Angelis, del 1801.